# Góry Gilău

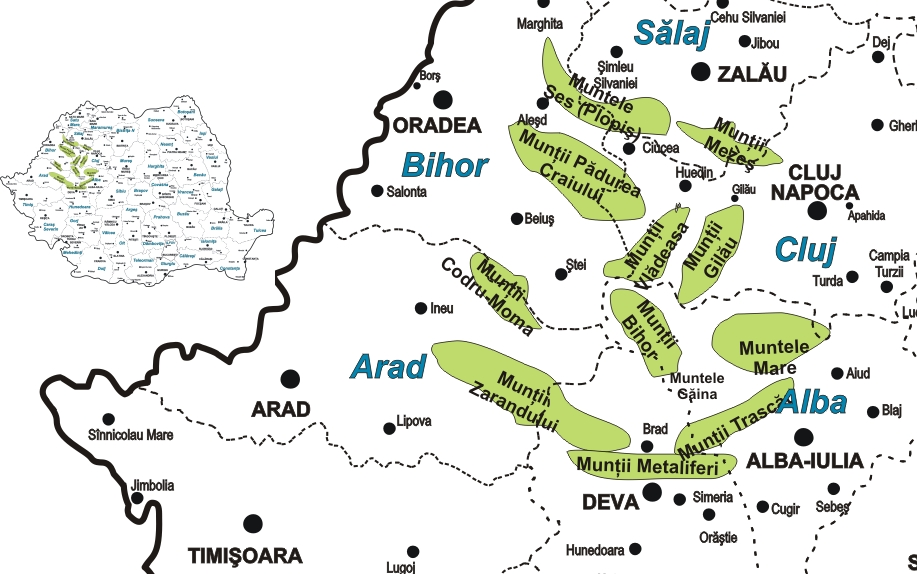
Mapa gór Apuseni

Munții Gilău (węg Gyalui-havasok) – masyw górski znajdujący się w Rumunii, trzecie co do wysokości pasmo górskie w górach Apuseni zwanymi Górami Zachodniorumuńskimi. 
Najwyższym szczytem jest Muntele Mare (1826 m n.p.m.) Granice gór na północy stanowi dolina  Someșul Cald – Gorącego Samoszu, lub bardziej  na północ aż do kotliny Huedin. Po wschodniej stronie grzbiety schodzące z gór Gilău wchodzi w skład gór Trascău. Południową granicę stanowi dolina rzeki Arieș, a granicę zachodnią stanowi miejscowość Albac wzdłuż potoku Albacu, a następnie rejon polany Urșoaia, wzdłuż potoku Beliș do miejscowości o tej samej nazwie.
Góry te zbudowane są głównie ze skał krystalicznych.  Południowo-wschodnia część gór łączy się z obszarami krasowymi, wchodzącymi w skład gór Trascău.